# Toohey Mountain
Toohey Mountain är ett berg i Australien. Det ligger i regionen Brisbane och delstaten Queensland, nära delstatshuvudstaden Brisbane. Toppen på Toohey Mountain är 117 meter över havet, eller 2 meter över den omgivande terrängen. Bredden vid basen är 0,20 km.
Runt Toohey Mountain är det mycket tätbefolkat, med 1 573 invånare per kvadratkilometer.. Närmaste större samhälle är Brisbane, nära Toohey Mountain.
Runt Toohey Mountain är det i huvudsak tätbebyggt. Genomsnittlig årsnederbörd är 1 424 millimeter. Den regnigaste månaden är januari, med i genomsnitt 275 mm nederbörd, och den torraste är oktober, med 21 mm nederbörd.